# Hemibagrus hainanensis
Hemibagrus hainanensis är en fiskart som först beskrevs av Tchang, 1935.  Hemibagrus hainanensis ingår i släktet Hemibagrus och familjen Bagridae. Inga underarter finns listade i Catalogue of Life.